# Zelia velox
Zelia velox là một loài ruồi trong họ Tachinidae.